# 佐々木正峰
佐々木 正峰（ささき まさみね、1941年 - ）は、日本の元独立行政法人国立科学博物館長、文化庁長官。

## 略歴
埼玉県立熊谷高等学校、東京大学法学部第2類（公法コース）卒業。1968年4月 文部省入省（大学学術局技術教育課）。文化庁著作権課、文部省教育助成局、文部省学術国際局研究機関課長などを経て、1992年（平成4年）、文部省大臣官房会計課長。
1994年7月 文部省高等教育局私学部長。1996年1月 文部省体育局長。1997年7月 文部省高等教育局長。
2000年6月 文化庁長官。
2002年1月 独立行政法人国立科学博物館長。2009年8月1日 独立行政法人国立科学博物館長を退任。顧問となる。
2016年春の叙勲で瑞宝重光章を受章。

特定非営利活動法人日本デジタルアーキビスト資格認定機構会長を務める。